# Isla Corcovado
La Isla Corcovado, a veces llamada Islote Corcovado, es una isla perteneciente al Perú situada en el océano Pacífico, frente al litoral sur del departamento de La Libertad. Con una superficie de aproximadamente 3,75 hectáreas, destaca por ser el hábitat de numerosas especies de aves marinas de gran importancia en el Perú. Por tal motivo, en el 2009 la isla quedó protegida por ley dentro de la Reserva nacional Sistema de Islas, Islotes y Puntas Guaneras, una reserva natural que protege y conserva muestras representativas de la diversidad biológica de los ecosistemas marino-costeros del Perú.

## Descripción geográfica
La isla Corcovado se encuentra completamente deshabitada y se halla ubicada a 6,4 kilómetros al noroeste de la punta Infiernillo, en torno a los 08º 56’ de latitud S y 78.º 41’ de longitud O. Presenta un perímetro de 738,34 metros y tiene una longitud máxima de norte a sur de 288 m, y una anchura que ronda los 205 metros.
Administrativamente, forma parte de la provincia de Virú en el departamento de La Libertad. La isla se caracteriza por la presencia de acantilados pronunciados y pendientes de 25º a 40º. La mayor altitud de la isla alcanza 45 metros sobre el nivel del mar. Muy cerca de la isla Corcovado hay un arrecife rocoso en donde el mar revienta sus olas con gran fuerza. Al norte de Corcovado se encuentra la isla La Viuda y al sur a unos 8,5 kilómetros se halla la isla Santa.

## Diversidad biológica

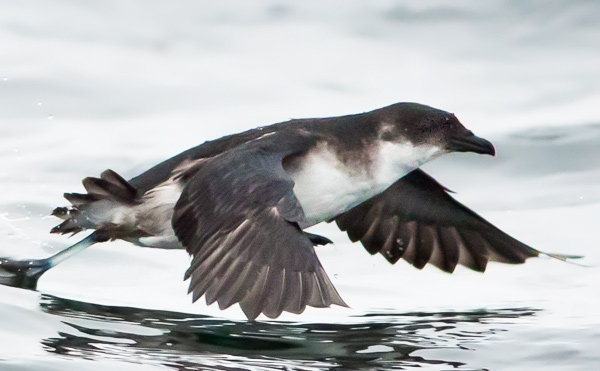
Potoyunco peruano (Pelecanoides garnotii)

Las aves son los habitantes más numerosos de la isla Corcovado. Esta isla constituye un importante lugar de reproducción de aves como la golondrina de la tempestad peruana (Oceanodroma tethys kelsalli), la golondrina peruana (Progne murphyi) y el potoyunco peruano (Pelecanoides garnotii), ave endémica de la corriente de Humboldt que se encuentra categorizada por la UICN y la legislación peruana como especie en peligro crítico de extinción. 
Asimismo, se puede observar otras especies de aves como el zarcillo (Larosterna inca), pingüino de Humboldt (Spheniscus humboldti), chuita (Phalacrocorax gaimardi), piquero peruano (Sula variegata), cormorán guanay (Phalacrocorax bougainvillii), cormorán neotropical o cushuri (Phalacrocorax brasilianus), gaviota peruana (Larus belcheri), gaviota dominicana (Larus dominicanus), gaviota gris (Larus modestus), gaviota capucho gris (Larus cirrocephalus), gaviota de Franklin (Larus pipixcan), gallinazo cabeza roja (Cathartes aura), ostrero común (Haematopus palliatus), ostrero negro (Haematopus ater), etc. 
El mundo submarino de la isla Corcovado muestra un impresionante paisaje y mucha vida, donde los peces e invertebrados marinos son los grupos taxonómicos más representativos. Las especies más abundantes de peces está representada por la cabrilla (Paralabrax humeralis), la cachema (Cynoscion analis), entre otras.